# Sericomyrmex
Sericomyrmex is een geslacht van vliesvleugelige insecten van de familie Mieren (Formicidae).

## Soorten
- S. amabilis Wheeler, W.M., 1925
- S. aztecus Forel, 1885
- S. beniensis Weber, 1938
- S. bondari Borgmeier, 1937
- S. burchelli Forel, 1905
- S. diego Forel, 1912
- S. harekulli Weber, 1937
- S. impexus Wheeler, W.M., 1925
- S. luederwaldti Santschi, 1925
- S. lutzi Wheeler, W.M., 1916
- S. mayri Forel, 1912
- S. moreirai Santschi, 1925
- S. myersi Weber, 1937
- S. opacus Mayr, 1865
- S. parvulus Forel, 1912
- S. saussurei Emery, 1894
- S. scrobifer Forel, 1911
- S. urichi Forel, 1912
- S. zacapanus Wheeler, W.M., 1925